# Fitta mit am Gion
Fitta mit am Gion sind drei Werbefiguren um den Schweizer Skilehrer Joggi „Gion“ Joos. Das Projekt entstand Ende 2004 im Rahmen einer Kampagne, mit der Graubündens Marketingorganisation Graubünden Ferien Werbung für den Kanton betrieb.

## Hintergrund
Eine Münchner Schauspielerin empfahl dafür den Davoser Skilehrer Joggi „Gion“ Joos, der wiederum den Viehzüchter Claudio Signer aus Domat/Ems und der den Schreiner Toni Fausch aus Igis mit ins Boot brachte. Die drei wurden unter dem Namen Fitta mit am Gion (Fitnesstraining mit Gion) von der Produktionsgesellschaft Manifesto Film als Hauptdarsteller der Bündner Tourismuskampagne ausgewählt. Mit dem Konzept einer skurrilen Fitness-Show sollte die Eröffnung der Skisaison 2004/05 beworben werden, das vollbärtige und kernige Aussehen der drei Männer dabei klassische Schweizer Werte wie Bodenständigkeit und Liebenswürdigkeit vermitteln. Verschmitzt spielte der Slogan Take that mit der Idee einer Schweizer Antwort auf herkömmliche Boygroups.
Für den zugehörigen Fernsehspot wurde von dem Schweizer Regisseur und Komponisten Reto Salimbeni ein Partysong produziert. Move Your Füdli (deutsch: Bewege Deinen Hintern) setzt auf dem Refrain von Hang On Sloopy, im Original My Girl Sloopy von den Vibrations, auf und gewann schnell an Popularität. Nach der Veröffentlichung als Single stieg er im Januar 2006 in der Schweiz in die Charts ein.